# كريستينا مارين
كريستينا مارين (بالرومانية: Cristina Marin)‏ هي لاعبة جمباز رومانية، ولدت في 10 ديسمبر 1981 في كونستانتسا في رومانيا.